# Quinto Sosio Senecione
Quinto Sosio Senecione (in latino Quintus Sosius Senecio; 65 circa – 110 circa) è stato un politico e militare romano.

## Biografia
Era cognato del famoso scrittore di arte militare, Sesto Giulio Frontino. Ottenne il grado di legatus legionis della Legio I Minervia nel 90-92, in Germania inferiore, poi l'amministrazione provinciale della Gallia Belgica nel 93-95. Divenne console in epoca imperiale nel 99 e nuovamente nel 107 insieme a Lucio Licinio Sura. Partecipò, in seguito, alla conquista della Dacia, accompagnando l'imperatore Traiano durante la prima (101-102) e seconda campagna militare (105-106) e meritandosi per gli alti meriti resi, gli ornamenta triumphalia. Sembra essere infatti il dux menzionato in un'iscrizione rinvenuta a Viminacium databile a quegli anni.
Fu protettore di Plutarco che gli dedicò le Vite parallele: nel testo ci sono diversi riferimenti alla figura di Senecione, ma il primo libro dell'opera, relativo alla biografia di Epaminonda e verosimilmente quello nel quale era contenuta tale dedica, è andato perduto.
Fu anche, con molta probabilità, amico di Plinio il Giovane, che lo cita in alcune sue lettere.

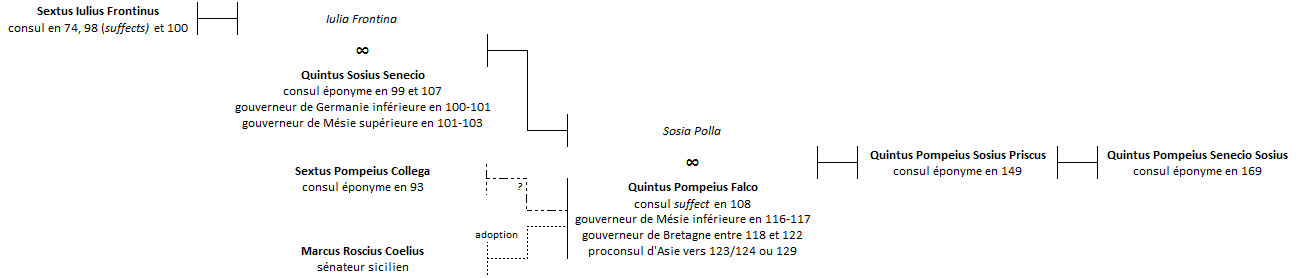
Parentele rilevanti di Quinto Sosio Senecione